# Arthémon Hatungimana
Arthémon Hatungimana, né le 21 janvier 1974, est un ancien athlète burundais spécialiste du 800 mètres.

## Carrière sportive
Arthémon Hatungimana participe à sa première compétition internationale d'athlétisme à l'occasion des Championnats du monde de cross-country 1992 de Boston, se classant 60e de la course de longue distance. La même année, il participe aux championnats du monde junior de Séoul sur 400 m et réalise 46 s 78.
Il s'oriente ensuite vers les épreuves de demi-fond, notamment le 800 m. Arthémon (prénom français rare au vingtième siècle), pour sa préparation des championnats du Monde de 1995, part à Nice pour réaliser un 1 000 m le 12 juillet qu'il termine en 2 min 15 s 48 (record personnel). En 1995, le Burundais réalise le plus grand exploit de sa carrière en décrochant la médaille d'argent des Championnats du monde de Göteborg remportés par le Danois Wilson Kipketer. Auteur de 1 min 45 s 64  en finale, il établit un nouveau record personnel sur 800 m en réalisant quelques jours plus tard 1 min 43 s 56 lors du Meeting de Zürich. Il conclut sa saison en s'imposant lors des Jeux panafricains 1995 d'Harare.
Il représente son pays natal à trois reprises aux Jeux olympiques sans jamais dépasser le palier des séries.
Sa meilleure performance sur 800 m est réalisée le 24 août 2001 lors du Meeting de Bruxelles en 1 min 43 s 38.

## Carrière d'entraîneur
Arthémon Hatungimana est entraîneur au Paris Université Club (P.U.C.). Il s'occupe d'une section demi-fond compétition, et du groupe handisport du P.U.C. qui termine deuxième aux championnats de France Interclubs 2011. L'année suivante l'équipe handisport devient championne de France Interclubs.
L'un de ses athlètes (Timothée Adolphe) s'est qualifié pour les Championnats d'Europe cette même année sur 100 m et a fini cinquième aux Jeux paralympiques de 2016 à Rio de Janeiro. « Arthé » est choisi comme cadre allant aux Jeux

## Palmarès
- Championnats du monde d'athlétisme 1995 à Göteborg :
  -  Médaille d'argent du 800 m

- Jeux panafricains 1995 à Harare :
  -  Médaille d'or du 800 m